# Référendum kirghize de janvier 2021
Pour les articles homonymes, voir Référendum constitutionnel kirghize de 2021.
Le référendum kirghize de 2021 a lieu le 10 janvier 2021 afin de permettre à la population du Kirghizistan de se prononcer sur le maintien du régime parlementaire en vigueur ou le passage à un régime présidentiel.
L'option d'un passage à un régime présidentiel l'emporte à une large majorité, validé par le taux de participation, qui franchit le quorum exigé.

## Contexte

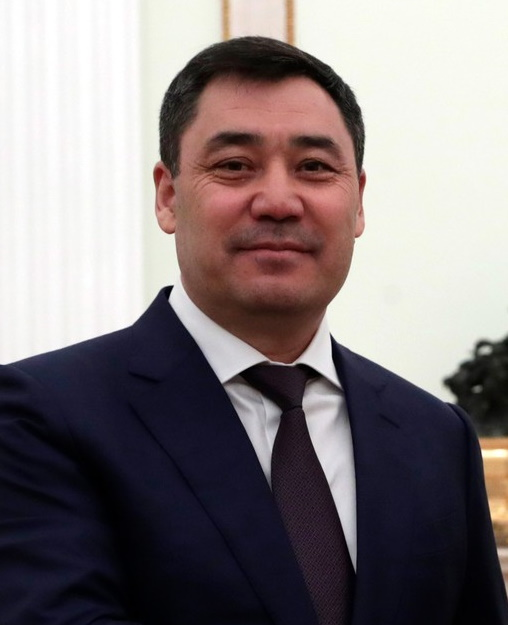
Sadyr Japarov

Le référendum intervient à l'issue des manifestations de 2020 au Kirghizistan qui ont vu l'annulation des législatives d'octobre 2020 et la démission du président Sooronbay Jeenbekov.
Sadyr Japarov assure l'intérim à la présidence. Fin 2020, il propose une série d'amendements constitutionnels visant à renforcer les pouvoirs du président en faisant passer le pays d'un régime parlementaire à un régime présidentiel avec la suppression du poste de Premier ministre, ainsi qu'à supprimer la limitation à un seul mandat présidentiel. Le 14 novembre, il démissionne afin de pouvoir se présenter à l'élection présidentielle de janvier, organisée en même temps que le référendum,. La proposition d'amendement provoque des manifestations dans le pays. L'objet du référendum est finalement ramené à la nature du système politique, présidentiel ou parlementaire, tandis que Japarov promet d'en organiser un autre sur ses projets de modifications en cas d'élection à la présidence.

## Question
La question posée appelle la population à opter pour un régime présidentiel, un régime parlementaire ou aucun des deux.
En accord avec la constitution et le code référendaire, le taux de participation au référendum doit franchir le quorum de 30 % des inscrits pour que le résultat soit valide. De même, l'un des choix doit pour l'emporter obtenir la majorité absolue de l'ensemble des suffrages, y compris les votes blancs et nuls.

## Résultats
| Choix                   | Choix                   | Votes     | %      |
| ----------------------- | ----------------------- | --------- | ------ |
|                         | Régime présidentiel     | 1 133 485 | 81,30  |
|                         | Aucun d'entre eux       | 62 145    | 4,46   |
|                         | Votes blancs et nuls    | 46 657    | 3,34   |
|                         | Régime parlementaire    | 151 931   | 10,90  |
|                         |                         |           |        |
| Votes valides           | Votes valides           | 1 347 561 | 96,66  |
| Votes blancs et nuls    | Votes blancs et nuls    | 46 657    | 3,34   |
| Total                   | Total                   | 1 394 218 | 100    |
| Abstention              | Abstention              | 2 169 356 | 60,88  |
| Inscrits/Participation  | Inscrits/Participation  | 3 563 574 | 39,12  |
| Quorum de participation | Quorum de participation | ✔ 30 %    | ✔ 30 % |

| Régime présidentiel (81,30 %) |
| ▲                             |
| Majorité absolue              |

## Suites
L'option d'un passage à un régime présidentiel l'emporte à une large majorité, validé par le taux de participation, qui franchit de peu le quorum exigé,.
Une nouvelle constitution est rédigée dans les deux mois, puis soumise à référendum en avril 2021.